# Deltochilum abdominalis
Deltochilum abdominalis là một loài bọ cánh cứng trong họ Bọ hung (Scarabaeidae).